# RNA polymeráza III
RNA polymeráza III (RNAP III či Pol III) je jedna z eukaryotických RNA polymeráz. Přepisuje asi 10 % celkového objemu RNA v buňce, ze tří hlavních RNA polymeráz má tedy v tomto ohledu nejméně platnou roli. Umožňuje transkripci některých krátkých nekódujících RNA, které málokdy přesáhnou svou délkou 300 párů bází: konkrétně 5S rRNA, tRNA, dále však i 7SL RNA (součást SRP), U6 RNA, MRP RNA a H1 RNA (poslední tři jmenované umožňují posttranskripční úpravy jiných RNA, jako je splicing). V neposlední řadě přepisuje Alu sekvence.